# La vida al viento
La vida al viento es el noveno álbum de estudio del cantante argentino Luciano Pereyra.
El álbum se caracteriza por el estilo clásico romántico de Pereyra, donde incursiona en el género urbano, presentando una variedad de ritmos entre reguetón, pop, bachata y balada. El 22 de septiembre de 2017, se presentó el álbum después de su sencillo «Como tú».
De este álbum, se desprenden algunas canciones como: «Qué suerte tiene él», «Me gusta amarte» y «Es mi culpa» entre otros.

## Lista de canciones
| N.º | Título                | Duración |  |
| 1.  | «Como tú»             | 3:37     |  |
| 2.  | «Es mi culpa»         | 3:48     |  |
| 3.  | «Llegaste»            | 3:40     |  |
| 4.  | «Vuelve»              | 3:57     |  |
| 5.  | «Qué suerte tiene él» | 3:22     |  |
| 6.  | «Quiero volver»       | 3:43     |  |
| 7.  | «Loco»                | 3:07     |  |
| 8.  | «En busca de los dos» | 4:14     |  |
| 9.  | «Si estuvieras aquí»  | 3:55     |  |
| 10. | «Me gusta amarte»     | 3:59     |  |

## Posicionamiento en listas

### Semanales
| Listas (2017)     | Mejor posición |
| ----------------- | -------------- |
| Argentina (CAPIF) | 1              |

### Anuales
| Listas (2015)     | Mejor posición |
| ----------------- | -------------- |
| Argentina (CAPIF) | 1              |